# Caiophora aconquijae
Caiophora aconquijae là một loài thực vật có hoa trong họ Loasaceae. Loài này được Sleumer mô tả khoa học đầu tiên năm 1955.